# 後埔 (嘉義縣)
後埔，是臺灣嘉義縣東石鄉的一個傳統地域名稱，位於該鄉中部略偏南。相較於今日行政區，其範圍大致包括塭子村東北部凸出部分、洲子村南部邊界地帶西半段、永屯村南部。

## 歷史
臺灣日治初期，後埔地區為一（舊制）街庄，稱為「後埔庄」，隸屬於大坵田西堡。該庄昔日西北及北分別隔樸仔腳溪（今朴子溪）分流及主流與頂東石庄、墩仔頭庄為界，東北隔樸仔腳溪支流與洲仔內庄為界，東南與中洲庄為鄰，南邊及西南邊隔溪流與塭仔庄為界。
1901年（日治明治三十四年）11月，全臺廢縣廳改設二十廳，該庄隸屬於嘉義廳。1903年（明治三十六年）6月，該庄編入「港墘區」，隸屬於嘉義廳。1909年（明治四十二年）10月，合併二十廳為十二廳，港墘區仍隸屬於嘉義廳。1920年（大正九年），全臺地方制度大改正，廢十二廳改設五州二廳，該庄改制為「後埔」大字，隸屬於臺南州東石郡東石庄（新制街庄）。
戰後東石庄改制為東石鄉，隸屬於臺南縣，大字亦改制為村。1950年10月，雲、嘉、南分治，東石鄉改隸屬嘉義縣。
由於朴子溪河道變遷，本地區西部地區現已位於朴子溪北岸。

## 聚落
本地區發展較早的聚落為後埔，在日治期初期的官方地圖上已有記載。

## 交通
省道台17線又稱「西部濱海公路」，是臺中市清水區甲南至屏東縣枋寮鄉水底寮的幹道，經過本地區西部（位於朴子溪北岸）。本地區可經由鄉間道路、縣道170號前往位於掌潭地區鹽田寮聚落北側的省道台17線路口，由該處向北北東可前往雲林縣口湖鄉西部、四湖鄉西部、臺西鄉、東勢鄉西北端等地；向東南微南可前往布袋鎮、臺南市北門區、將軍區、七股區等地。
省道台61線又稱「西部濱海快速公路」，目前通車路段北起新北市八里區臺北港，南至臺南市七股區九塊厝，經過本地區西部（位於朴子溪北岸）。本地區可經由鄉間道路、縣道170號前往位於掌潭地區鹽田寮聚落西北側的省道台61線兩側平面道路路口，由該處向北可經由東石一交流道進入台61線主線北上車道；向南可經由白水湖交流道進入台61線主線南下車道；由此等可快速前往台灣西部沿海各地。